# Омето (Тренто)
Омето је насеље у Италији у округу Тренто, региону Трентино-Јужни Тирол.
Према процени из 2011. у насељу је живело 36 становника. Насеље се налази на надморској висини од 1001 м.